# Blagoveshchensk (huyện)
Huyện Blagoveshchensk (tiếng Nga: ? райо́н) là một huyện hành chính tự quản (raion), của Tỉnh Amur, Nga. Huyện có diện tích 303 kilômét vuông, dân số thời điểm ngày 1 tháng 1 năm 2000 là 222000 người. Trung tâm của huyện đóng ở Blagoveshchensk.